# Condado de Cape Breton
O Condado de Cape Breton é um dos 18 condados da província canadense de Nova Escócia. Está localizado na ilha de Cape Breton, sua população era de 98.722 habitantes em 2016 e a área era de 2.467,74 quilômetros quadrados. A cidade sede do condado é Sydney.